# Beauden Barrett
Beauden John Barrett (New Plymouth, 27 de maio de 1991), é um jogador de rugby union neozelandês, atuando como back. Ele joga na primeira posição de cinco oitavos (abertura) para as equipes de Taranaki e os Hurricanes (esta segunda da cidade de Wellington, participando nas competições de Super Rugby), além de atuar no time nacional da Nova Zelândia, os All Blacks.

## Carreira
A carreira de Barrett com os All Blacks teve seu início com os sevens, em 2010. Em 2011, o atleta esteve presente por sua seleção sub-20 na conquista do Copa do Mundo Júnior de 2011 (à época nomeada como IRB Junior World Championship).
Barrett foi o maior pontuador individual da Nova Zelândia durante a Investec Super Rugby de 2014, com um total de 209 tentos ao final da temporada. No mesmo ano, em partidas disputadas pelo All Blacks, o jogador demonstrou grande performance nas três vezes nas quais a Nova Zelândia enfrentou Los Pumas e os Springboks.
Ele participou de seis partidas da Copa do Mundo de 2015 e marcou 26 pontos, incluindo um try na partida final da competição.

### Premiações
Por três anos consecutivos, de 2016 a 2018, Beauden Barrett foi nomeado pela World Rugby para receber o título de melhor jogador de rugby do mundo. O atleta obteve esta premiação nos anos de 2016 e 2017.